# Timothée Pembélé
Timothée Pembélé (Beaumont-sur-Oise, 9 settembre 2002) è un calciatore francese, difensore del Sunderland.

## Biografia
Pembélé è nato a Beaumont-sur-Oise da genitori di origini congolesi.

## Caratteristiche tecniche
Difensore centrale molto versatile, può essere impiegato anche come terzino destro o sulla fascia opposta. Rapido e dotato di una buona tecnica di base, è bravo nella lettura del gioco e nel posizionamento nella linea difensiva.

## Carriera

### Club

#### Gli inizi, PSG
Timothée cresce nella squadra locale dell'US Persan 03 dove milita fino al 2015, quando viene notato dal Paris Saint-Germain che lo aggrega al proprio settore giovanile. Il 4 luglio 2018, all'età di 15 anni, firma il suo primo contratto professionistico legandosi al club parigino fino al 30 giugno 2021.
Il 28 novembre 2020, nell'incontro di Ligue 1 pareggiato 2-2 contro il Bordeaux, debutta fra i professionisti scendendo in campo titolare a fianco di Presnel Kimpembe e giocando una buona gara nonostante un autogol dopo dieci minuti di gioco. Il 4 dicembre seguente estende il proprio contratto fino al 2024 e cinque giorni più tardi debutta anche in Champions League subentrando nella ripresa del match vinto 5-1 contro l'İstanbul Başakşehir. Il 23 dicembre segna il primo gol in carriera nella larga vittoria interna sullo Strasburgo.

#### Bordeaux
Il 10 agosto 2021 viene ceduto in prestito al Bordeaux.

### Nazionale
Nel 2019, con la Francia U-17, ha disputato il campionato europeo ed ha ottenuto la terza posizione nel Campionato mondiale.
Nel 2021 viene convocato per le Olimpiadi.

## Statistiche

### Presenze e reti nei club
Statistiche aggiornate al 4 settembre 2024.
| Stagione                   | Squadra                    | Campionato                 | Campionato | Campionato | Coppe nazionali | Coppe nazionali | Coppe nazionali | Coppe continentali | Coppe continentali | Coppe continentali | Altre coppe | Altre coppe | Altre coppe | Totale | Totale | Totale |
| Stagione                   | Squadra                    | Comp                       | Pres       | Reti       | Comp            | Pres            | Reti            | Comp               | Pres               | Reti               | Comp        | Pres        | Reti        | Pres   | Reti   |        |
| -------------------------- | -------------------------- | -------------------------- | ---------- | ---------- | --------------- | --------------- | --------------- | ------------------ | ------------------ | ------------------ | ----------- | ----------- | ----------- | ------ | ------ | ------ |
| 2020-2021                  | Paris Saint-Germain        | L1                         | 6          | 1          | CF              | 2               | 0               | UCL                | 1                  | 0                  | SF          | 0           | 0           | 9      | 1      |        |
| 2021-2022                  | Bordeaux                   | L1                         | 26         | 1          | CF              | 2               | 2               | -                  | -                  | -                  | -           | -           | -           | 27     | 3      |        |
| 2022-2023                  | Paris Saint-Germain        | L1                         | 5          | 0          | CF              | 1               | 0               | UCL                | 0                  | 0                  | -           | -           | -           | 6      | 0      |        |
| Totale Paris Saint-Germain | Totale Paris Saint-Germain | Totale Paris Saint-Germain | 11         | 1          |                 | 3               | 0               |                    | 1                  | 0                  |             | 0           | 0           | 15     | 1      |        |
| 2023-2024                  | Sunderland                 | FLC                        | 8          | 0          | FACup           | 0               | 0               |                    | -                  | -                  |             | -           | -           | 8      | 0      |        |
| 2024-2025                  | Le Havre                   | L1                         | 20         | 1          | CF              | 1               | 0               |                    | -                  | -                  |             | -           | -           | 21     | 1      |        |
| 2025-2026                  | Sunderland                 | PL                         | -          | -          | FACup+CdL       | -               | -               | -                  | -                  | -                  | -           | -           | -           | -      | -      |        |
| Totale carriera            | Totale carriera            | Totale carriera            | 65         | 1          |                 | 6               | 2               |                    | 1                  | 0                  |             | 0           | 0           | 72     | 5      |        |

### Cronologia presenze e reti in nazionale
| Cronologia completa delle presenze e delle reti in nazionale ― Francia under 17 | Cronologia completa delle presenze e delle reti in nazionale ― Francia under 17 | Cronologia completa delle presenze e delle reti in nazionale ― Francia under 17 | Cronologia completa delle presenze e delle reti in nazionale ― Francia under 17 | Cronologia completa delle presenze e delle reti in nazionale ― Francia under 17 | Cronologia completa delle presenze e delle reti in nazionale ― Francia under 17 | Cronologia completa delle presenze e delle reti in nazionale ― Francia under 17 | Cronologia completa delle presenze e delle reti in nazionale ― Francia under 17 |
| Data                                                                            | Città                                                                           | In casa                                                                         | Risultato                                                                       | Ospiti                                                                          | Competizione                                                                    | Reti                                                                            | Note                                                                            |
| ------------------------------------------------------------------------------- | ------------------------------------------------------------------------------- | ------------------------------------------------------------------------------- | ------------------------------------------------------------------------------- | ------------------------------------------------------------------------------- | ------------------------------------------------------------------------------- | ------------------------------------------------------------------------------- | ------------------------------------------------------------------------------- |
| 31-10-2018                                                                      | Ząbki                                                                           | Polonia under 17                                                                | 1 – 3                                                                           | Francia under 17                                                                | Qual. Europeo Under-17 2019                                                     | -                                                                               |                                                                                 |
| 12-5-2019                                                                       | Dublino                                                                         | Francia under 17                                                                | 6 – 1                                                                           | Rep. Ceca under 17                                                              | Europeo Under-17 2019                                                           | -                                                                               | 84’                                                                             |
| 16-5-2019                                                                       | Dublino                                                                         | Francia under 17                                                                | 1 – 2                                                                           | Italia under 17                                                                 | Europeo Under-17 2019                                                           | -                                                                               | 90+5’                                                                           |
| 3-5-2019                                                                        | Longford                                                                        | Inghilterra under 17                                                            | 1 – 1                                                                           | Francia under 17                                                                | Europeo Under-17 2019                                                           | -                                                                               |                                                                                 |
| 6-5-2019                                                                        | Dublino                                                                         | Francia under 17                                                                | 4 – 2                                                                           | Svezia under 17                                                                 | Europeo Under-17 2019                                                           | -                                                                               |                                                                                 |
| 9-5-2019                                                                        | Dublino                                                                         | Francia under 17                                                                | 2 – 0                                                                           | Paesi Bassi under 17                                                            | Europeo Under-17 2019                                                           | -                                                                               | 54’                                                                             |
| 27-10-2019                                                                      | Goiânia                                                                         | Francia under 17                                                                | 2 – 0                                                                           | Cile under 17                                                                   | Mondiali Under-17 2019                                                          | -                                                                               |                                                                                 |
| 30-10-2019                                                                      | Goiânia                                                                         | Corea del Sud under 17                                                          | 1 – 3                                                                           | Francia under 17                                                                | Mondiali Under-17 2019                                                          | 1                                                                               |                                                                                 |
| 7-11-2019                                                                       | Goiânia                                                                         | Francia under 17                                                                | 4 – 0                                                                           | Australia under 17                                                              | Mondiali Under-17 2019                                                          | -                                                                               |                                                                                 |
| 11-11-2019                                                                      | Goiânia                                                                         | Spagna under 17                                                                 | 1 – 6                                                                           | Francia under 17                                                                | Mondiali Under-17 2019                                                          | 1                                                                               |                                                                                 |
| 15-11-2019                                                                      | Gama                                                                            | Francia under 17                                                                | 1 – 3                                                                           | Brasile under 17                                                                | Mondiali Under-17 2019                                                          | -                                                                               |                                                                                 |
| 17-11-2019                                                                      | Gama                                                                            | Paesi Bassi under 17                                                            | 2 – 3                                                                           | Francia under 17                                                                | Mondiali Under-17 2019                                                          | -                                                                               | 90’                                                                             |
| Totale                                                                          |                                                                                 | Presenze                                                                        | 12                                                                              |                                                                                 | Reti                                                                            | 2                                                                               |                                                                                 |

## Palmarès

### Competizioni nazionali
- Supercoppa francese: 1

Paris Saint-Germain: 2020
- Coppa di Francia: 1

Paris Saint-Germain: 2020-2021